# ماروبنی

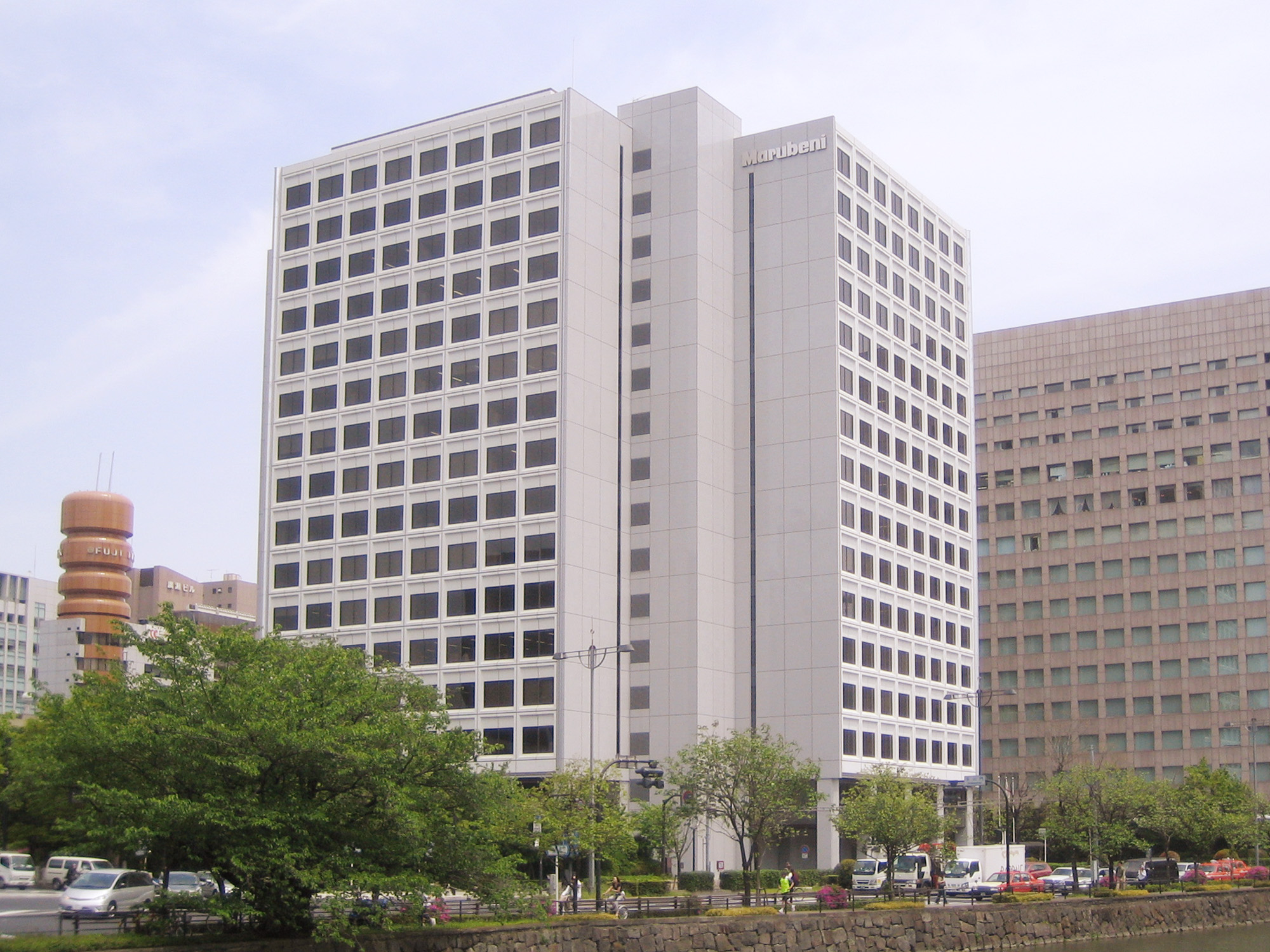
ساختمان دفتر مرکزی ماروبنی، در اوته‌ماچی، چیودا، توکیو

ماروبنی (به ژاپنی: 丸紅株式会社) شرکت بازرگانی ژاپنی است، که در زمینه تجارت و مبادلات فلزات و فولاد، ماشین‌آلات صنعتی و تجهیزات کارخانجات، وسایل نقلیه، کشتی و شناور، محصولات نساجی، مواد شیمیایی و کاغذ، مواد غذایی، همچنین ارائه خدمات لجستیک و خدمات مالی فعالیت می‌کند. 
شرکت ماروبنی در سال ۱۹۱۸ به‌عنوان شرکت تابعه‌ای از ایتاچو تأسیس شد و در سال ۱۹۴۹ از این شرکت تفکیک شد و به‌عنوان یک شرکت مستقل ثبت گردید. این شرکت توسعه خود را از سال ۱۹۵۵ و در پی ادغام با بخش فروشگاه‌های زنجیره‌ای تاکاشیمایا آغاز نمود. ماروبنی اکنون به‌عنوان پنجمین شرکت بازرگانی ژاپن محسوب می‌شود.
دفتر مرکزی این شرکت در محله اوته‌ماچی، شهر چیودا، توکیو، ژاپن قرار دارد و بخشی از سهام آن در بازارهای بورس توکیو، بورس اوساکا و بورس ناگویا معامله می‌شود. شرکت ماروبنی در سال ۲۰۱۱ در فهرست فورچون جهانی ۵۰۰، رتبه ۱۹۹ از بزرگترین شرکت‌های جهان را به خود اختصاص داد.